# Parfait
Parfait (fransk for "perfekt") dækker over to typer isdesserter. I Frankrig, hvor retten stammer fra, laves parfait med fløde, æg, sukker og sirup for at skabe en vaniljecreme-lignende puré, der ikke nødvendigvis serveres i et glas. Den amerikanske udgave omfatter flere ingredienser så som granola (en slags müsli), nødder, yoghurt, likør og gele kombineret med pynt af frugter og flødeskum, der deles i lag og serveres i et højt glas. Den ældst kendte opskrift stammer fra 1894.

## Typer
I Frankrig dækker parfait over en isdessert, der laves på basis af sukker, sirup, æg og creme. En parfait indeholder nok fedt, sukker, alkohol og/eller i mindre grad luft til, at den kan laves ved at røre, mens den fryser, hvilket gør det muligt at lave den i et almindeligt køkken uden specielt udstyr. Fedtet, sukkeret, alkoholen eller luften blander sig i dannelsen af vandkrystaller, der ellers ville give isen en ubehagelig virkning i munden. Ved normal is dannes iskrystaller ved at ryste isen konstant, mens den fryser, eller ved kemisk at tilføje glycerin. De to metoder burde imidlertid ikke være nødvendig, når man laver parfait af høj kvalitet. 
I USA dækker parfait enten over den traditionelle franske dessert eller en populær variant, den amerikanske parfait. Denne laves ved at fylde lag af parfaitcreme, is og/eller gelé i højt, klart glas, hvor der foroven tilføjes flødeskum, frugt og/eller likør. Nyere udgaver af parfait kan laves med lag af yoghurt med granola, nødder eller friske frugter så som fersken, jordbær eller hindbær.
I Storbritannien kan parfait dække over en meget let pasta eller paté, der typisk laves af ande- eller kyllingelever, og som sødes med likør.